# Barcobestia
Il barcobestia è stato un veliero inventato a Viareggio dal maestro d'ascia Fortunato Celli, detto Natino, e molto diffuso a Viareggio, a Chiavari e in altre zone della Liguria. 
La sua produzione è andata dai primi anni del Novecento fino circa al 1950.
Il barcobestia misurava dai 30 ai 40 metri e prevedeva tre alberi, di cui il primo armato con vele quadre, e gli altri due con vele auriche, con una stazza compresa fra le 800 e le 1500 tonnellate. Il nome corretto secondo la terminologia nautica ufficiale è "nave goletta"
Il nome è una storpiatura del termine inglese the best barque (o bark) (la "barca" migliore - con "barque/bark" che in inglese significa veliero a palo), termine usato nel gergo marittimo inglese per indicare la nave goletta ("barquetine" in inglese).
I maestri d'ascia viareggini hanno fatto una traslitterazione del modo di dire, battezzando la loro imbarcazione barcabest, trasformato poi in barcobestia.